# Clavus infuscatus
Clavus infuscatus é uma espécie de gastrópode do gênero Clavus, pertencente a família Drilliidae.